# Beijing BJ751
Der Beijing BJ751 ist ein Personenkraftwagen der Marke Beijing.

## Beschreibung
Beijing Automobile Works stellte ab 1973 oder 1974 den Beijing BJ750 her. Auf seiner Basis entstanden Prototypen. Sie wiesen einen Wankelmotor auf. Der Motor kam von Nissan. Eine Serienfertigung kam nicht zustande. Soweit bekannt, entstanden zwei Fahrzeuge.
Der BJ750 war eine Limousine der Mittelklasse. Der Radstand betrug 2790 mm, die Fahrzeuglänge 4802 mm, die Fahrzeugbreite 1785 mm und die Fahrzeughöhe 1430 mm. Für den BJ751 sind keine Abweichungen der Maße bekannt.